# Fabio Corba
Fabio Corba (* 5. Dezember 1964 in Vaduz) ist ein liechtensteinischer Maler, Bildhauer, Journalist und Buchautor.

## Leben
Seit 1990 nahm der Autodidakt an zahlreichen Einzel- und Gruppenausstellungen teil. Seine künstlerischen Anfänge machte er mit der Malerei. Zwischen 1990 und 1995 sind in seinem Atelier weit mehr als 1.000 Bilder in Acryl und Ölfarbe entstanden. Im Bildband Beschleunigung des Lebens (limitierte Auflage) sind die wichtigsten Bilder aus dieser Schaffensperiode festgehalten.
Wenig später wurde Holz der wichtigste Werkstoff in seinem Schaffen. Der Betrachter erlebt in den Gross-Skulpturen Corbas künstlerisch überformte Natur. Die trotz der Abstraktion dominant gebliebene, gewachsene Natur des Holzes scheint zu sprechen und lässt bisher unbekannte Deutungen zu. Fabio Corba formt auch Gross-Skulpturen aus Eis (besonders spektakulär dank nächtlicher Lichtspiele durch Einbezug von Feuer) und Schnee. Seine Arbeiten stehen meist im Freien, dabei wird die Vergänglichkeit seiner Objekte besonders sinnfällig.
Fabio Corba hat für sein künstlerisches Schaffen verschiedene Auszeichnungen und Preise erhalten.

## Ausstellungen
Die wichtigsten Ausstellungen
- 1996 Sonderbar in Feldkirch (Österreich)
- 1996 Rathaussaal Vaduz (Liechtenstein)
- 1997 Eisenbergwerk Gonzen in Sargans (Schweiz)
- 1997 Galerie Spektrum Spiez (Schweiz)
- 1997 Mowo Bern (Schweiz)
- 1998 Hotel Palace Mürren (Schweiz)
- 1998 Top Art Lindau (Deutschland)
- 1999 Galerie Diamond Amriswil (Schweiz)
- 1999 Galeria Modern Art Belluno (Italien)
- 2000 Züspa Messe Zürich (Schweiz)
- 2000 Snow Art Ayas (Italien)
- 2001 Skulpturenwochen „Camille Claudel“ in La Bresse (Frankreich)
- 2001 GNT Treuhand Vaduz (Liechtenstein)
- 2002 Galerie Modern Art Dijon (Frankreich)
- 2002 Galerie Modern Arts Paris (Frankreich)
- 2003 Skulpturenwochen Bordeaux (Frankreich)
- 2003 Skulpturenwoche „Arche Noah“ in Berg (Österreich)
- 2004 Skulpturenwoche Körmend (Ungarn)

## Verbindungen
- Gruppe Aktive Kunst (GAK)
- EiGenArt (EGA)
- Equipe Tridente
- Team Alpha

## Preise / Auszeichnungen / Förderungen
- diverse Förderungen durch den Fürstlichen Kulturbeirat des Fürstentums Liechtenstein
- mehrere Jury-Preise an Holz-, Schnee- und Eis-Symposien in Italien, Frankreich, Schweiz und Ungarn
- mehrere Publikums-Preise an Holz-, Schnee- und Eis-Symposien in Italien, Schweiz und Österreich

## Publikationen
- Beschleunigung des Lebens (1995, Kunstband)
- Menschen, Bilder und Geschichten / Mauren von 1800 bis heute (2004–2008, fünfteilige Buchserie)
- Das Liechtensteiner Fussballbuch / 100 Jahre Liechtensteiner Fussballverband (2008)
- 50 Jahre FC Ruggell (2008, Buch zum Vereinsjubiläum)
- Und dann sah ich dich (2014, Roman)
- Trequarti (2014, Roman)
- La fine dell’inizio (2015, Roman)